# Lagrettemedlem
Lagrettemedlem (også lagrettemann) er et medlem af en lagrette i en af Kongeriget Norges lagmandsretter. En lagrettes leder kaldes lagretteordfører.
Lagrettemedlemmers opgave er at afgøre og stemme over skyldspørgsmål i straffesager.
I hvert lagdømme findes to folkevalgte udvalg af lagrettemedlemmer, nemlig et for mænd og et for kvinder.
Især før hed et lagrettemedlem lagrettemann eller lagrettemand. Ordet kommer af gammelnorsk lǫgréttumaðr, af lǫgrétta (lagrette) og maðr (mand), som også findes i islandsk lögréttumaður og i lawrikmen og lawrightmen i Hjaltland og på Orknøerne.